# UB-8号潜艇
陛下之UB-8号艇是德意志帝国海军于第一次世界大战期间建造的UB-I型近岸作战潜艇或称U艇的八号艇。它由基尔的日耳曼尼亚船厂承建，自1914年12月4日开始铺设龙骨。其全长略大于28米，水面及水下排水量分别为127吨和142吨，艇载武器除两具450毫米的艇艏鱼雷发射管外，还有一挺安装在甲板上的机枪。UB-8号本应是移交奥匈帝国海军的两艘UB-I型潜艇之一，以取代将部署至达达尼尔海峡的两艘奥匈潜艇。它在完工后被拆解成若干部分，于1915年3月通过铁路运输至普拉进行重新组装。奥地利人在该艇于4月下水后便取消了协议，德意志帝国海军遂以UB-8号之名将其投入服役。
尽管入役时曾暂时被编入普拉区舰队，但UB-8号在德国役期的大部分时间里都是作为君士坦丁堡区舰队的一份子在黑海巡逻。该艇仅击沉过一艘船，即由英国海军部伪装成皇家海军战列巡洋舰执行诱饵任务的前客轮梅里恩号。1915年10月，它又协助击退了俄国对保加利亚的轰炸。该艇于1916年5月以18号潜艇之名移交保加利亚海军，并在鲍里斯皇储和基里尔亲王的见证下正式转役。在保加利亚服役期间，该艇主要在黑海的保加利亚沿岸巡逻，并曾多次与俄国舰艇发生冲突。战争结束后，18号潜艇于1919年2月正式投降并移交法国，至1921年8月在比塞大拆解报废。

## 设计及建造
在第一次世界大战初期，随着德意志帝国陆军沿北海海岸快速推进，比利时佛兰德沿岸的安特卫普、泽布吕赫和奥斯坦德等港口相继落入德国人手中，这大大方便了德军潜艇遣出英吉利海峡的作战行动。然而，帝国海军当时却缺乏适合在佛兰德周边狭窄的浅海中行动的U艇。为此，1914年8月中旬开始设计的“34号工程”催生出了UB-I型潜艇，这是一种可以通过铁路运输发往作战港口并能够迅速组装的小型近岸潜艇。为满足铁路限界的要求，UB-I型的设计需要艇长在28米左右，排水量约125吨，并装备两具鱼雷发射管。UB-8号是由国家海军办公室作为首批八艘UB-I型潜艇（UB-1至UB-8号）的一部分，于1914年10月15日向基尔日耳曼尼亚船厂订购，此时距离该艇型的设计启动尚不足两个月。
UB-8号自1914年12月4日开始在日耳曼尼亚船厂铺设龙骨。竣工时，UB-8号的全长为28.10米，舷宽3.15米，有3.03米的吃水深度。它搭载有一台功率为45千瓦特（60匹軸馬力）的戴姆勒四缸四冲程柴油发动机用于水面运行，以及一台89千瓦特（119匹軸馬力）的西门子-舒克特电动发电机用于水下航行；两者都与一副单螺旋桨轴相连，可分别提供最高6.47節（11.98每小時）的水面航速和最高5.51節（10.20每小時）的水下航速。在更匀速的状态下，它可以连续在水面航行1,650海里（3,060）而无需加油，或连续在水下航行45海里（83）而无需充电。与同型的所有姊妹艇一样，UB-8号的潜航深度为50米，可以在33秒内完全潜入水中。
在武器装备方面，UB-8号内置有两具450毫米的艇艏鱼雷发射管，可装载2枚C/03型鱼雷，舰桥前部的甲板上则设有一挺可拆卸的8毫米机枪。其标准船员编制为1名军官加13名水兵。
1915年3月初，当UB-8号的建造接近完工时，恩维尔帕夏和其他奥斯曼帝国领袖对他们的德国和奥匈帝国盟友发出恳求，希望对方能派遣潜艇前往达达尼尔海峡，帮助攻击正在重创土耳其阵地的英国和法国舰队。德国人怂恿奥匈帝国海军派出两艘同样由日耳曼尼亚船厂建造的奥籍潜艇U-3和U-4号应战，并承诺将以UB-7和UB-8号作为替代。
在日耳曼尼亚船厂的建造完成后，UB-7和UB-8号都已准备好用于铁路运输。铁运的过程包括将潜艇拆解成一个实质上的散装套件。每艘艇被分成大约15块，其中艇体分解为三部分装在平板车上，舰桥、蓄电池和上层建筑中的相关设备装入另外五节车厢中。3月15日，这两艘艇已被运抵奥匈帝国的海军基地普拉，尽管两艘奥籍艇尚未完成整备。在新成立的“普拉U艇特别指挥部”（U-Boot-Sonderkommandos Pola）主管、海军上尉汉斯·亚当的监督下，德国的工程师和技术人员也陪同德国潜艇前往普拉。通常情况下，UB-I型的组装过程需时两至三周；因此，UB-8号于4月的某个时候在普拉下水。

## 德国役期
在海试过程中，UB-8号登记使用奥匈帝国海军的船号——U-8号，并指派了一名奥籍艇长。其普拉的德国船员则身着便服或奥地利制服，因为将UB-8号移交予奥匈帝国海军的初衷仍然存在。随着时间的推移，奥籍潜艇U-3和U-4号依旧未能完成整备；最终，奥匈帝国海军司令安东·豪斯上将违背了他的承诺，因为其邻国暨前盟友意大利已对奥公开宣战。
随着奥地利人改变主意，德国决定保留UB-8号，并派它去支援土耳其人。因此，该艇于4月23日正式以UB-8号的名义交付德意志帝国海军使用，受时年27岁、首度担任U艇艇长的海军中尉恩斯特·冯·福格特指挥。在入役时，UB-8号被临时编入普拉区舰队。
由于续航里程有限，UB-8无法全程独立航行前往土耳其，因此在5月2日，它由奥匈帝国快速巡洋舰诺瓦拉号拖曳从普拉出发，沿着亚得里亚海穿越奥特朗托海峡。两舰持续推进，直至凯法利尼亚岛附近被法国部队发现。UB-8号松脱缆绳，诺瓦拉号得以顺利返回亚得里亚海。出发两天后，当UB-8号在水面上行驶时，艇艉突然下滑。身处司令塔上的值更官连同舵手和一名瞭望员赶在整艘潜艇被卷入浪底之前部分关闭了舱门，这三人也因此落入水中。在潜艇内，海水继续从舱口涌入，艇艉仍在下沉。福伊特下令将通往控制室的内部舱门密闭，并向所有的压载舱灌满压缩空气来增加浮力。此举使得UB-8号回到水面，艇上的柴油发动机也能够重新启动。福格特进而绕回来寻找失踪的船员，但只找到值更官和舵手；瞭望手则已溺亡。
1915年5月29日，UB-8号在利姆诺斯岛附近遇到了协约国的护航船队，福格特被其中一艘他认为是英国海军战斗巡洋舰虎号的船只所吸引，故而让其余五艘满载的运输船安然通过。当找到合适的机会时，福格特向这艘静止的“军舰”发射了一枚鱼雷并取得命中，碎片飞向空中。然而不幸的是，福格特和UB-8号用鱼雷击沉的实则为英国客轮梅里恩号——这是英国海军部将大型客轮伪装成海军主力舰计划的参与者。梅里恩号船上配备有木头和帆布“炮”，并用水泥和石头堆砌成接近虎号的轮廓，最终于5月31日沉没，成为一战中被U艇击沉的最大型船舶之一。其沉没期间没有任何伤亡报告。
6月4日，UB-8号成为在君士坦丁堡新组建的君士坦丁堡区舰队的第一艘潜艇。尽管德国人打算将其运用至达达尼尔海峡，但受制单薄的主机功率，使得UB-8号几乎不可能在那里的强流中航行，更遑论仅配备两枚鱼雷的有限战力。有及于此，UB-8号被派往黑海巡逻，并于7月下旬开始在当地活动。8月12日，UB-8号以500碼（460）的距离向英国的系留气球母船马尼卡号发射了一枚鱼雷，但在对方的浅吃水下方偏出。潜艇在发现了外围的防鱼雷网后，再向马尼卡号发射了两枚鱼雷，但同样未能取得命中，而是呈锐角击中防鱼雷网并爆炸。两天后，对类似船只的袭击也没有成功。
1915年9月，UB-7和UB-8号被派驻保加利亚的瓦尔纳，并从那里展开前往俄国的黑海沿岸巡逻。由于保加利亚已加入同盟国，俄国黑海舰队的战列舰携同来自水上飞机母舰钻石号和尼古拉一世皇帝号上的飞机，于10月25日开始向瓦尔纳及保加利亚沿岸发动攻击。此时均驻扎在瓦尔纳的UB-7和UB-8号则出动干扰炮击。在此期间，UB-8号从未发动任何攻击，UB-7号则向俄国战列舰潘捷列伊蒙号（原名波将金号）发射一枚鱼雷，但未能命中。虽然两艘潜艇都没有取得实质成果，但它们的存在确实迫使俄国人中断了进攻并撤退。
1916年初，UB-7和UB-8号仍然在瓦尔纳对开的黑海上巡逻。德国人在黑海运气不佳，但这不是他们的首要考量。保加利亚人看到了潜艇在遏制俄国进攻方面的价值，开始就购买UB-7和UB-8号进行谈判。保加利亚水兵开始在这两艘艇上操练，技术人员则被送到基尔的德国潜艇学校接受培训。UB-8号于1916年4月25日移交保加利亚海军，但由于消息来源未提及的原因，UB-8号仍然悬挂德国旗帜。

## 保加利亚役期

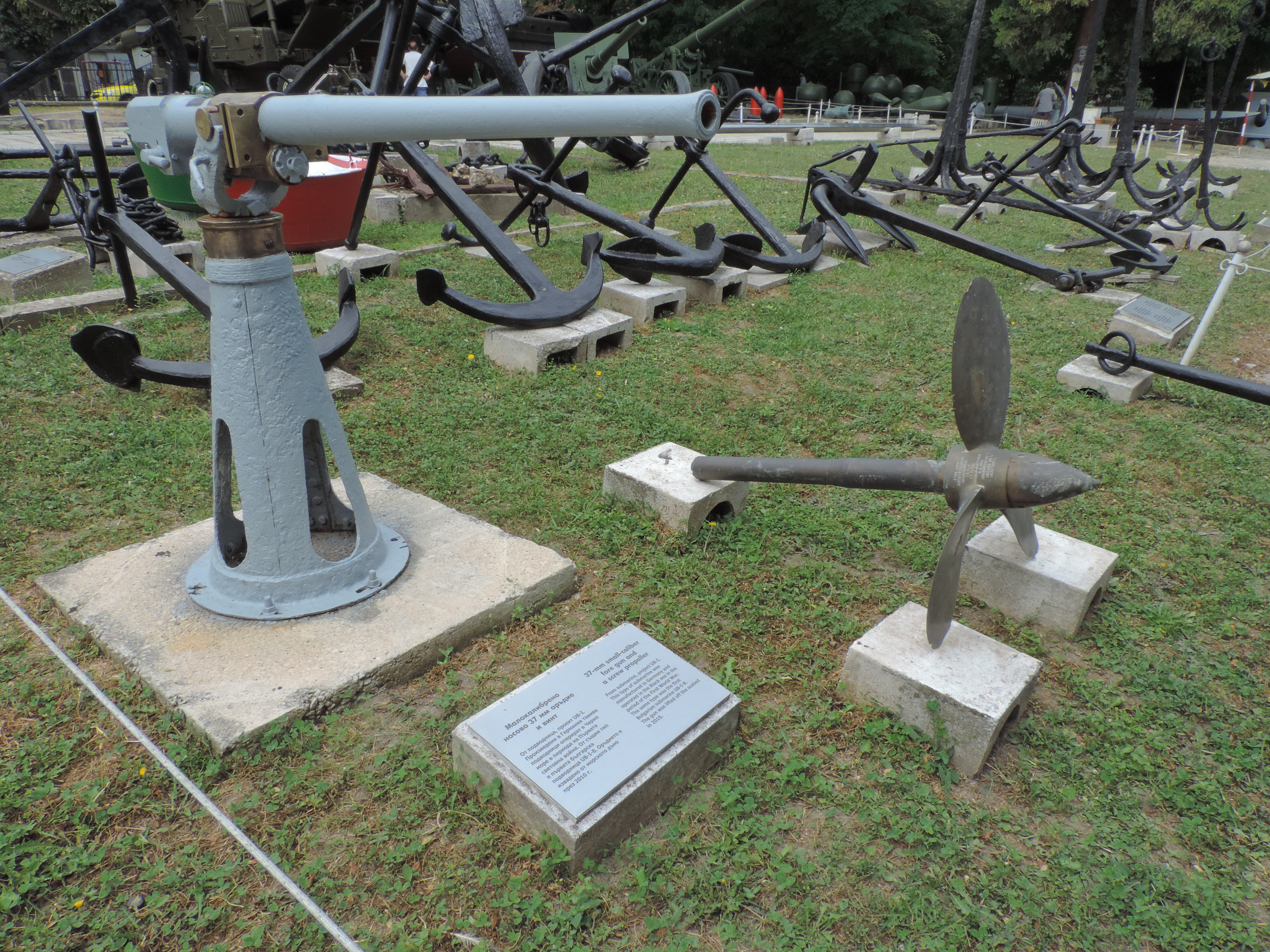
18号潜艇的47毫米炮现存于瓦尔纳海军博物馆

在保加利亚海军接收UB-8号之后，该艇随即更名为“18号潜艇”（Подводник No. 18），成为该国历史上的第一艘潜艇。尽管18号潜艇的入役仪式没有在报纸上刊登，但保加利亚皇储鲍里斯及其胞弟基里尔亲王都出席了仪式，并登上潜艇参加首航——前往位于瓦尔纳北部的皇家夏宫奥辛诺格拉德。在保加利亚服役时，该艇加装了一门47毫米甲板炮，作为机枪的补充。
18号潜艇于1916年7月4日至5日悬挂保加利亚海军旗展开了首次巡逻，前往曼加利亚的沙布拉角。该艇被用作侦察和海岸防御，并沿特定航线巡逻。这条航线从瓦尔纳开始，向北到达卡利亚克拉、曼加利亚和康斯坦察；然后往南到布尔加斯和索佐波尔；最后在瓦尔纳结束。9月6日，18号潜艇曾与俄国驱逐舰快速号和响亮号短暂对峙，又在其它场合击退了俄国潜艇，然后于12月16日帮助阻挡了俄国人对巴尔奇克发动的一次袭击。随着俄罗斯于1917年退出第一次世界大战，18号潜艇的活动大幅减少。
战争结束后，18号潜艇于1919年2月23日正式投降并移交法国。在它被拖至比塞大后，于1921年8月拆解报废。

## 袭击历史摘要
| 日期          | 船名     | 船籍         | 吨位  | 结局 |
| ------------- | -------- | ------------ | ----- | ---- |
| 1915年5月29日 | 梅里恩号 | 英國皇家海軍 | 19380 | 击沉 |
|               |          | 总计：       | 19380 |      |

## 脚注
1. 1 2 3 4 5 6  Miller，第46–47頁.
2. ↑  Williamson 2002，第12頁.
3. 1 2  Tarrant，第172頁.
4. 1 2 3 4 5 6 7 8 9 10 11  Helgason, Guðmundur. . German and Austrian U-boats of World War I - Kaiserliche Marine - Uboat.net.   [2009-02-19].
5. 1 2 3  . 美丽华船舶索引.   [2009-04-05].
6. 1 2  Helgason, Guðmundur. . German and Austrian U-boats of World War I - Kaiserliche Marine - Uboat.net.   [2022-02-23].
7. 1 2 3 4 5  Йорданов，第130–145頁.
8. ↑  Gröner 1991，第22-23頁.
9. 1 2  Gardiner，第180頁.
10. ↑  Karau，第48頁.
11. 1 2 3  陈进，第45頁.
12. ↑  Miller，第458頁.
13. ↑  Williamson，第12頁.
14. ↑  Messimer，第7頁.
15. 1 2  Karau，第49頁.
16. 1 2 3  Halpern，第116頁.
17. ↑  Koburger，第82頁.
18. 1 2 3 4  Koburger，第82–83頁.
19. ↑  Gardiner，第341頁.
20. ↑   (PDF). Imperial and Royal Navy Association: 3.   [2009-04-04]. （原始内容 (pdf)存档于2021-10-11）.
21. 1 2 3  Sondhaus，第268頁.
22. ↑  Messimer，第12頁.
23. 1 2 3 4  Cropley，第439頁.
24. ↑  Bonsor，第945–946頁.
25. ↑  Helgason, Guðmundur. . German and Austrian U-boats of World War I - Kaiserliche Marine - Uboat.net.   [2009-04-14].
26. ↑  Tarrant，第23頁.
27. ↑  Halpern，第118頁.
28. 1 2  Halpern，第233頁.
29. ↑  . Historical RFA.   [2022-01-09]. （原始内容存档于2022-03-03）.
30. ↑  . Dardanelles and Gallipoli Campaigns – 1915–1916. Naval-History.net.   [2022-01-08]. （原始内容存档于2019-08-05）.
31. 1 2  Halpern，第236頁.
32. ↑  Gibson & Prendergast，第73–74頁.
33. ↑  Gibson & Prendergast，第124–125頁.
34. 1 2 3 4 5 6  Панайотов, Атанас. . Съюз на подводничарите в Република България.   [2009-04-05]. （原始内容存档于2009-02-27）.
35. 1 2  Gardiner，第412頁.
36. ↑  Helgason, Guðmundur. . German and Austrian U-boats of World War I - Kaiserliche Marine - Uboat.net.   [2009-04-05].